# 신세웅
신세웅(辛世雄, ? ~ 612년)은 수나라의 장군이다. 제2차 고수전쟁의 지휘관 중 한 명이었고, 살수에서 도하하던 중 을지문덕의 습격을 받아 전사하였다.

## 생애
612년 제2차 고수전쟁 당시 우둔위장군(右屯衛將軍)으로서 좌(左) 제8군 현도도(玄菟道)군을 이끌었다. 우문술, 우중문 등과 함께 고구려의 수도를 직공(直攻)하는 별동대로 뽑혔으나 을지문덕의 유인작전에 말려들어 평양 직전까지 갔다가 퇴각하였다. 살수에서 강을 건너던 중 습격을 받아 전사하였다. 또한 그가 지휘하는 수나라 제 8군은 단 한 명도 살아남지 못하고 모두 전사했다.

## 같이 보기
- 살수 대첩

## 참고 문헌
- 《자치통감》181권 수기 제5 양제 대업 8년